# Lista przebojów Programu Trzeciego

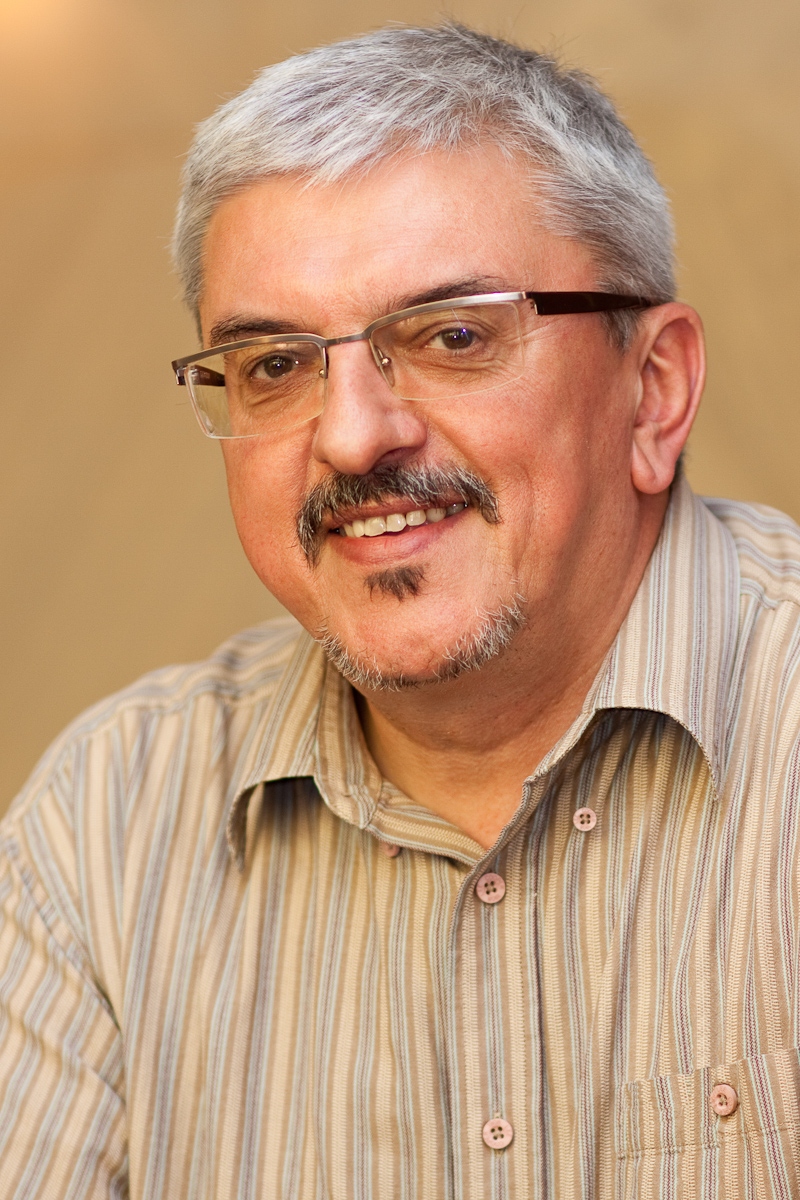
Marek Niedźwiecki

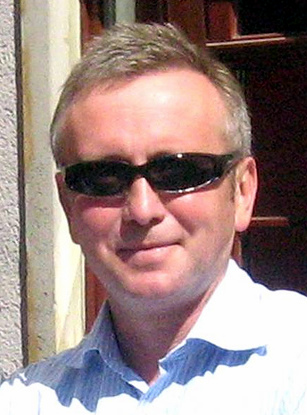
Piotr Baron

Lista przebojów Programu Trzeciego (Lista przebojów Trójki) – polska radiowa lista przebojów nadawana na antenie Programu III Polskiego Radia od 24 kwietnia 1982 do 15 maja 2020 roku oraz wznowiona na krótko 1 i 2 maja 2024 roku celem oficjalnego zakończenia emisji. Audycja nadawana była w piątki lub soboty w godzinach wieczornych.

## Historia
Od 24 kwietnia 1982 do 27 lipca 2007 prowadzona była przez Marka Niedźwieckiego – prezentera do tej pory najbardziej kojarzonego z tą audycją. Po jego odejściu z Polskiego Radia, od 3 sierpnia 2007 do 27 marca 2010 Listę... prezentował Piotr Baron, jeden z tzw. druhów zastępowych programu. Od 5 kwietnia 2010 do 15 maja 2020 była prowadzona na zmianę przez obu dziennikarzy. W wyniku wydarzeń związanych z notowaniem z 15 maja 2020 (nr 1998) nie zostało wyemitowane kolejne notowanie.
Początkowo audycja nadawana była w soboty w godz. 20:00–22:00. We wrześniu 1989 (od notowania 395) Listę wydłużono do 4 godzin (godz. 18:00–22:00). We wrześniu 1990 Lista została przeniesiona na piątek (od notowania 446). Od notowania 475 nadawano ją od godziny 19:00 do 22:00. Od 13 października 2007 (not. 1341) do kwietnia 2010 Lista nadawana była w soboty, w godz. 19:00–22:00, a od kwietnia 2010 – w piątki w tych samych godzinach.
Niektóre notowania były prezentowane nie ze studia radia, ale plenerowo z różnych miast Polski, jak też zza granicy.

### Wydania szczególne
- 24 kwietnia 1982 – pierwsze notowanie Listy przebojów Programu Trzeciego. Zwyciężyła wówczas piosenka „I’ll Find My Way Home” duetu Jon and Vangelis[5], drugie miejsce zajęła piosenka „O! nie rób tyle hałasu” zespołu Maanam, która w kolejnym notowaniu zajęła pierwsze miejsce.
- 7 września 1990 przeniesienie listy z sobotniego wieczora (kolidowała z filmem fabularnym zachodniej produkcji emitowanym co tydzień ok. godz. 20 w sobotę) na piątek
- 8 kwietnia 1996 – pierwsze notowanie z głosami słuchaczy oddawanymi przez Internet (notowanie nr 740)
- 30 marca 2001 – jubileuszowe, tysięczne notowanie, od godz. 18:00 do 19:00 odbył się specjalny koncert, na którym wystąpiły zespoły: Myslovitz oraz Republika (ostatni występ Republiki na żywo w Trójce)[a]. Po koncercie odbyło się jubileuszowe notowanie z udziałem gości, przewijających się przez trójkowe studio w czasie całego notowania[b]. Po samej Liście od godz. 22:00 aż do 6:00 rano odbyła się specjalna audycja zatytułowana Dodatek specjalny do tysięcznego notowania, którą poprowadził Paweł Kostrzewa. Znalazły się w niej głównie telefoniczne wspomnienia słuchaczy oraz najpopularniejsze utwory z całej historii audycji.
- od 8 marca do 13 grudnia 2002 – w czasie trwania listy, Trójka wraz z portalem gazeta.pl organizowała czaty ze znanymi wykonawcami[c], z członkami zespołów[d] oraz z osobami związanymi z Programem Trzecim[e]. Osoby te gościły również w trójkowym studiu, przeważnie na początku trwania audycji oraz tuż przed zakończeniem samego czatu (notowania nr 1049–1089)
- 3 maja 2002 – polskie podsumowanie 20 lat – w tym wydaniu pojawił się „Czajek” (kilkuletni chłopiec o imieniu Czarek, który jeszcze dobrze nie wymawiał „r”), znany z powiedzenia: Do widzenia, niestety muszę już iść spać, czym rozbawił publiczność, a potem dżingiel z tym powiedzeniem był emitowany wielokrotnie w czasie kolejnych notowań
- 4 marca 2005 – lista podsumowująca 1200 notowań
- 22 grudnia 2006 – Top Republiki (z okazji piątej rocznicy śmierci Grzegorza Ciechowskiego)
- 27 lipca 2007 – ostatnie wydanie poprowadzone przez Marka Niedźwieckiego przed odejściem do Radia Złote Przeboje (notowanie nr 1330)
- 13 października 2007 – po wielu latach emisji listy w piątki: od 7 września 1990 do 5 października 2007 (notowania 446–1340), lista przeniesiona na sobotę (notowanie nr 1341)
- 9 lutego 2008 – wydanie prowadzone przez Agnieszkę Szydłowską z „Polskiego Klubu Nieudaczników” w Berlinie (notowanie nr 1358)
- 6 września 2008 – od tego wydania co jakiś czas pojawiał się w liście kącik z Katarzyną Pakosińską z Kabaretu Moralnego Niepokoju (notowanie nr 1388)
- 23 maja 2009 – poczekalnię listy współprowadziła Basia Trzetrzelewska (notowanie nr 1425)
- 6 marca 2010 – poczekalnię współprowadził Adam Nowak z zespołu Raz, Dwa, Trzy, który zapowiedział też pierwszą „trójkę” (notowanie nr 1466)
- 27 marca 2010 – poczekalnie poprowadził gościnnie Matt Dusk (notowanie nr 1469)
- 5 kwietnia 2010 (lany poniedziałek) – notowanie poprowadzone wspólnie przez Marka Niedźwieckiego (po 140 tygodniach nieobecności) i Piotra Barona (notowanie nr 1470)
- 9 kwietnia 2010 – emisja Listy powraca na piątek, od 13 października 2007 do 5 kwietnia 2010 nadawana była w soboty (notowania 1341–1470); oraz od tego notowania prowadzona była na zmianę – jeden tydzień Marek Niedźwiecki, drugi tydzień Piotr Baron (notowanie nr 1471)
- 29 października 2010 – jubileuszowe 1500 wydanie Listy – w godz. 18:00–19:00 odbył się specjalny koncert, w którym wystąpili Grzegorz Turnau, Wojciech Waglewski, zespół Strachy na Lachy oraz Artur Andrus, który wykonał napisaną specjalnie na tę okazję Balladę o Baronie, Niedźwiedziu i Czarnej Helenie[6]. Koncert prowadzili Artur Andrus, Marek Niedźwiecki i Piotr Baron. Po koncercie (19:00–22:00) odbyło się jubileuszowe notowanie prowadzone wspólnie przez Marka Niedźwieckiego i Piotra Barona. Specjalne wydanie audycji uświetnili swoją obecnością w studiu m.in.: Andrzej Turski, Grzegorz Miecugow, Kamil Sipowicz, Paweł Sito, Paweł Stasiak, Bożena Sitek, Katarzyna Pakosińska, Agnieszka Łukasiewicz (realizatorka – „Koleżanka cukier”), Kasia Kowalska, Iwona Wieraszko („Pierzasta”), Wojciech Hoffmann, Piotr Majewski, Monika Brodka, Rafał Turowski, Wojciech Zamorski, Sławomir Szczęśniak, Paweł Kostrzewa, Piotr Bukartyk, Maria Teodorowicz (kącik Marii), Alina Dragan (telefonicznie), Paweł Zegarłowicz, Agnieszka Szydłowska, Piotr Stelmach, forowicze oraz słuchacze. Po samej Liście (22:00–24:00) w ramach audycji Offensywa miało miejsce Postscriptum do 1500. wydania Listy. Audycję prowadził Piotr Stelmach.

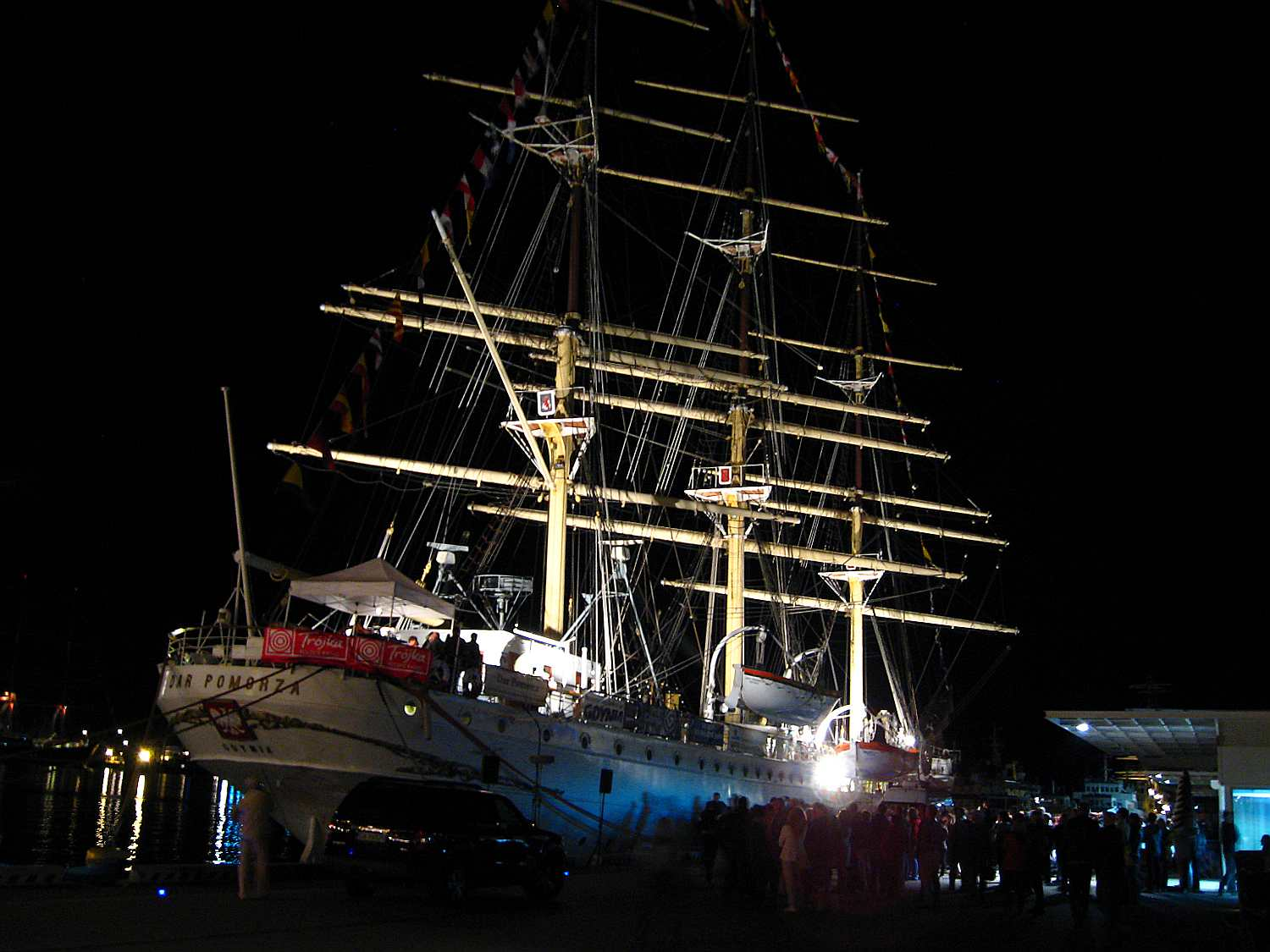
2 września 2011 – lista z Gdyni z „Daru Pomorza” (notowanie nr 1544)

- 8 kwietnia 2011 – gościem poczekalni był Król Julian (Jarosław Boberek) (notowanie nr 1523)
- 16 grudnia 2011 – gościem poczekalni była Renata Przemyk (notowanie nr 1559)
- 23 grudnia 2011 – przed rozpoczęciem notowania gościem był Simon Toulson-Clarke, wokalista Red Box (notowanie nr 1560)
- 30 marca 2012 – lista z Teatru Syrena w Warszawie, w związku z premierą spektaklu Trójka do potęgi. Specjalne wydanie audycji odwiedzili: Wojciech Malajkat, Michał Rusinek, Grażyna Torbicka, Jan Englert, prezydent Bronisław Komorowski, Pani prezydentowa Anna Komorowska, Piotr Szwedes, Piotr Polk, Anna Nehrebecka, Beata Ścibakówna, Marek Niedźwiecki, Halina Wachowicz i Agnieszka Furtak (notowanie nr 1574)
- 20 kwietnia 2012 – specjalne, urodzinowe wydanie Listy. Z okazji 30-lecia istnienia audycji, tuż po 19:00 odbył się koncert Edyty Bartosiewicz. Po 20:20 odbyło się jubileuszowe notowanie, które odwiedzili druhowie zastępowi: Artur Orzech, Roman Rogowiecki, Piotr Majewski, Marek Wiernik, Marcin Łukawski, Wojciech Zamorski, Agnieszka Szydłowska, Tomasz Żąda, Sławomir Szczęśniak, Grzegorz Miecugow, Bożena Sitek, Rafał Turowski, Mariusz Owczarek, Iwona Wieraszko, Paweł Sito, Piotr Stelmach; dwaj słuchacze współprowadzący kiedyś Listę: Jakub Jarosz i Mateusz Tomaszuk oraz gość specjalny Edyta Bartosiewicz (notowanie nr 1577)
- 6 grudnia 2013 – lista ze Stadionu Narodowego w Warszawie. Prowadzona wspólnie przez Marka Niedźwieckiego i Piotra Barona. Oprócz bieżącego notowania w czasie emisji odbyło się kilka występów na żywo. Na scenie wystąpili: Anna Maria Jopek, Stanisław Soyka, Piotr Bukartyk, Artur Andrus, Myslovitz, Wojciech Waglewski (wraz z Fiszem i Emade) oraz gość specjalny zespół Red Box (notowanie nr 1662)

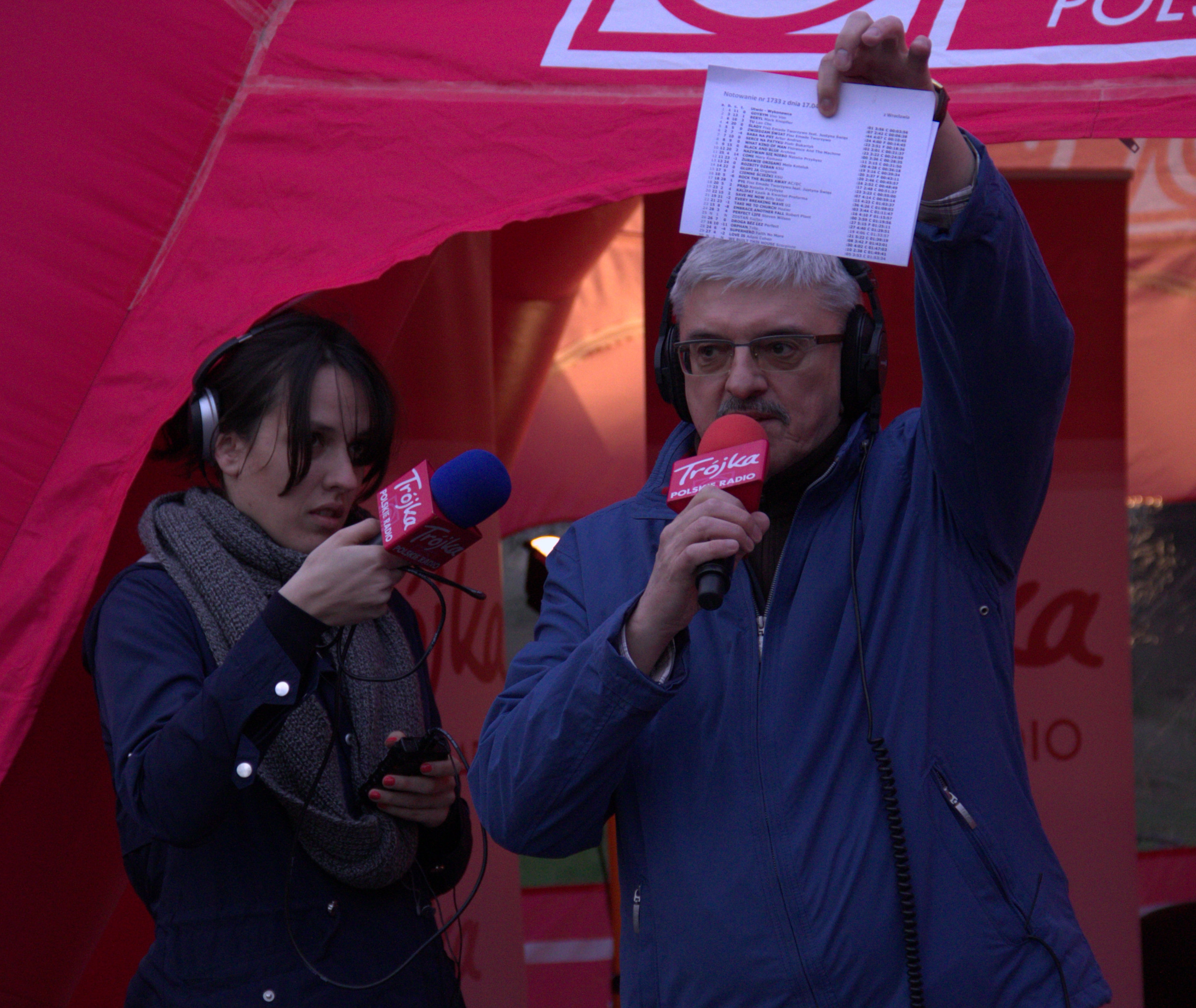
Wyjazdowe notowanie nr 1733 we Wrocławiu prowadził Marek Niedźwiecki

### Inne wydarzenia, koncerty i audycje specjalne
- 1 kwietnia 1984 – w Pałacu Kultury i Nauki w Warszawie, w Sali Kongresowej odbył się koncert z okazji setnego wydania Listy. Wystąpili: Lady Pank, Republika, Maanam, Urszula i Martyna Jakubowicz.
- 29 lipca 1994 – z okazji 650. notowania w „trójkowym ogródku” wystąpili: Edyta Bartosiewicz i Grzegorz Skawiński[7].
- 27 marca 1998 – z okazji wydania pierwszych trzech płyt: 1982, 1983 i 1984 z serii Lista przebojów Programu III 1982–1998, przed samym notowaniem (od 17:55) odbył się koncert grupy Maanam (notowanie nr 843)[8].
- 13 kwietnia 2000 – w czwartek, dzień przed 950 notowaniem, odbył się koncert z okazji 18-lecia Listy, z udziałem zespołów: Lady Pank i Perfect.
- 28 marca 2001 – w środę, na dwa dni przed tysięcznym notowaniem, gościem specjalnym w audycji Panel Trójki był Marek Niedźwiecki, który opowiadał o swojej przygodzie z radiem.
- 25 kwietnia 2003 – z okazji 21. urodzin Listy, przed audycją (19:05–19:45) w studiu im. Agnieszki Osieckiej odbył się koncert zespołu Perfect (notowanie nr 1108)[8].
- 22 kwietnia 2007 – z okazji 25-lecia Listy oraz przy okazji premiery drugiej książki Lista Przebojów Trójki 1994-2006 w studiu im. Agnieszki Osieckiej odbyła się jej uroczysta prezentacja. Spotkanie prowadziła Barbara Marcinik wraz z Markiem Niedźwieckim. Na antenie pojawili się goście: Piotr Baron i Grzegorz Miecugow oraz gość muzyczny Anna Maria Jopek, która wykonała swoje trzy utwory.
- 29 lipca 2007 – z okazji 25-lecia Listy przebojów Trójki, Program 3 Polskiego Radia oraz wydawnictwo Prószyński i S-ka zorganizowali konkurs „Z Trójką do Australii”. Rozstrzygnięcie odbyło się podczas audycji Markomania. Zwycięzcą okazał się Jacek Płecha – wieloletni słuchacz listy.
- Od 25 do 29 października 2010 – z okazji zbliżającego się jubileuszowego wydania listy (1500 notowania), w specjalnych wydaniach audycji LP Trójka, w godzinach 9:00–12:00 zaprezentowano Podsumowanie 1499 notowań Listy Przebojów Programu Trzeciego. Znalazło się w nim 100 najpopularniejszych utworów z historii Listy. Audycje prowadzili na zmianę Marek Niedźwiecki (pn., śr., pt.) i Piotr Baron (wt., cz.).
- 28 lutego 2012 – specjalne wtorkowe wydanie Listy, które odbyło się na Giełdzie Papierów Wartościowych w Warszawie, pod hasłem Trójka na parkiecie (na 33 dni przed 50. urodzinami Programu Trzeciego oraz na kilka tygodni przed 30. urodzinami Listy przebojów Programu Trzeciego). Audycję z Sali Notowań warszawskiego Centrum Giełdowego poprowadzili Marek Niedźwiecki i Piotr Baron. W audycji przedstawione zostały największe wzrosty i spadki utworów z Listy z całej historii audycji, czyli z ostatnich prawie trzydziestu lat (notowanie bez numeru).
- 1 czerwca 2012 – w ramach 49. Krajowego Festiwalu Piosenki Polskiej odbył się koncert zatytułowany Kora, Trójka i Debiuty – 30. urodziny Listy Przebojów. Debiutanci wykonali swoje interpretacje utworów goszczących niegdyś na Liście. Wystąpili: Agatha (Agata Rozumek), Cuba de Zoo, Marta Król, Sinusoidal, Janek Samołyk, grupa The Washing Machine, Joanna Kondrat, Piotr Jurkowski z zespołem Sam Wiesz Kto oraz Kora ze swoim mini-recitalem. Opolską Karolinkę, nagrodę za debiut, otrzymała Joanna Kondrat, która wykonała utwór Ostatni, z repertuaru Edyty Bartosiewicz. Nagrodą specjalną od Trójki, był również koncert w studiu im. Agnieszki Osieckiej. Koncert prowadzili Marek Niedźwiecki i Artur Andrus.
- 24 kwietnia 2015 – z okazji 33-lecia Listy w studiu im. Agnieszki Osieckiej odbyła się jej uroczysta prezentacja z udziałem innych redaktorów Programu Trzeciego oraz zaproszonych gości
- 4 maja 2019 – z okazji 15. rocznicy wejścia Polski do Unii Europejskiej na pl. marsz. Józefa Piłsudskiego odbył się koncert „Chórem za Europą”, w trakcie którego zabrzmiały najpopularniejsze polskie utwory z Listy przebojów Programu Trzeciego z lat 2004–2019
- 15 maja 2020 – notowanie nr 1998, w którym wygrała piosenka Kazika Staszewskiego „Twój ból jest lepszy niż mój”, zostało unieważnione przez dyrekcję stacji[9], co doprowadziło do odejścia Marka Niedźwieckiego i wielu innych dziennikarzy Programu Trzeciego, pogłębiając kryzys w programie[10][11]
- 1 maja 2024 – notowanie nr 1999 planowane pierwotnie na dzień 22 maja 2020 roku, ale niewyemitowane przez nową dyrekcję. W notowaniu ponownie wygrała piosenka „Twój ból jest lepszy niż mój”[12]. Stare notowanie w nowej, specjalnej wersji prowadził Mariusz Owczarek[13].
- 2 maja 2024 – z okazji zakończenia historii „Listy Przebojów Programu Trzeciego" odbyła się jej specjalna odsłona pod hasłem „The Best of LP3" pełniąca też rolę 2000 i zarazem ostatniego wydania programu. W trzygodzinnym programie Tomasza Żądy podsumowano wieloletnią historię audycji[13].

### Kontrowersje związane z notowaniem z 15 maja 2020
Treść tej sekcji może nie być zgodna z zasadami neutralnego punktu widzenia.
Dokładniejsze informacje o tym, co należy poprawić, być może znajdują się w dyskusji tej sekcji.
 Po wyeliminowaniu niedoskonałości należy usunąć szablon {{Dopracować}} z tej sekcji.

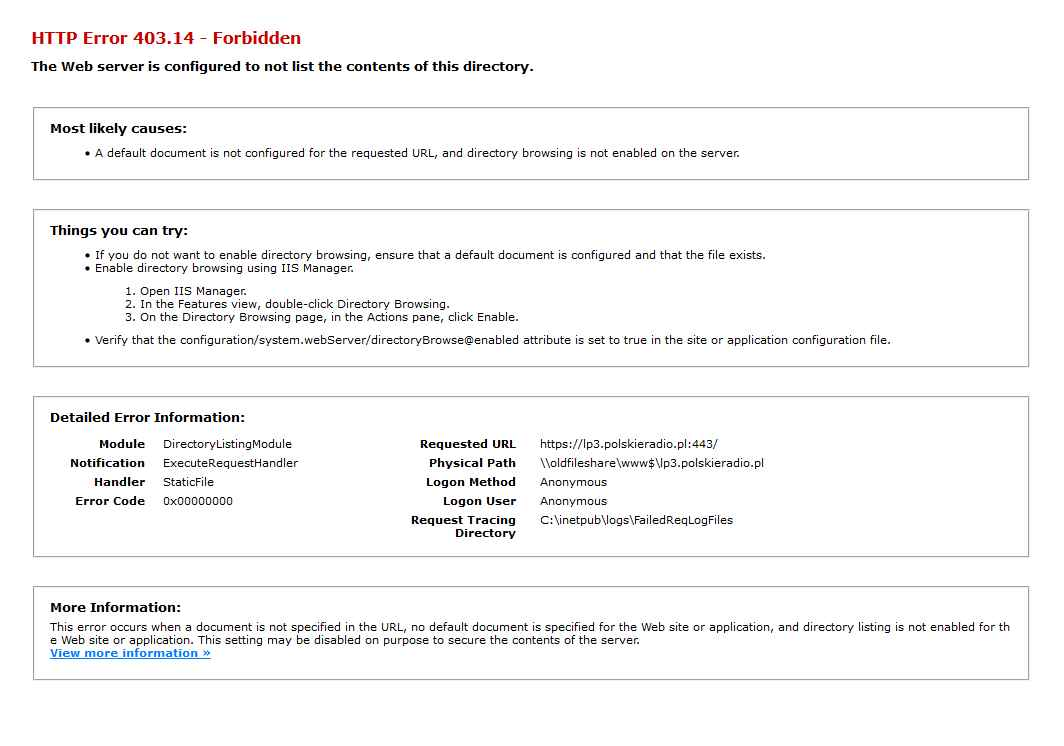
Zrzut ekranu oficjalnej strony internetowej Listy przebojów Programu Trzeciego 17 maja 2020 rano

Notowanie z 15 maja 2020 (nr 1998), w którym wygrała piosenka Kazika Staszewskiego „Twój ból jest lepszy niż mój”, zostało unieważnione przez dyrekcję stacji, a strona internetowa prezentująca notowanie nr 1998 została wyłączona bezpośrednio po zakończeniu programu. W wydanym 16 maja 2020 oświadczeniu, dyrektor programowy Tomasz Kowalczewski napisał, że „został złamany regulamin i do głosowania wprowadzono piosenkę spoza listy” i „dokonano manipulacji przy liczeniu głosów”.
Tego samego dnia Marek Niedźwiecki podał do publicznej wiadomości informację o swoim odejściu z Polskiego Radia. Z kolei żona Bartosza Gila, Mahdieh Gholami poinformowała, że Bartosz Gil oraz inni pracujący przy Liście zostali zawieszeni, gdyż odmówili podpisania oświadczenia, że w notowaniu nr 1998 doszło do manipulacji. W wydanym i opublikowanym 18 maja 2020 oświadczeniu Gil napisał, że „nie ma i nie było żadnego regulaminu Listy” oraz że piosenki nie wprowadzono spoza listy, bo „nigdy żadnej listy nie było”, a wybór piosenek dodawanych do zestawu do głosowania był „autonomiczną decyzją Marka Niedźwieckiego”.
18 maja 2020 dyrekcja Polskiego Radia zorganizowała konferencję prasową, podczas której podała nowe wyniki notowania listy przebojów – piosenka Kazika miała zajmować 4. miejsce w notowaniu, zaś zwycięzcą miała być piosenka Bartasa Szymoniaka „Wojownik z miłości”. Według danych podanych przez przedstawicieli Polskiego Radia system automatycznie zliczył 1487 głosów na utwór Szymoniaka, 1338 – na Deep Purple, 1187 – na The Cure, a 1157 – na Kazika. Dyrekcja stwierdziła, że prowadzący audycję wykluczyli znaczną część głosów oddanych na niektóre piosenki (podano, że ręcznie unieważniono 577 głosów oddanych na Deep Purple, 448 – na The Cure i 53 na Kazika). Bartosz Gil opublikował wyjaśnienia, w których wskazał, że kierownictwo stacji wiedziało, jak wygląda proces wyboru piosenki, mający m.in. uniemożliwić tzw. sztuczne nabijanie głosów. Drugi gospodarz audycji, Piotr Baron, oświadczył 20 maja 2020, że „nie będzie prowadził już żadnej Listy Przebojów Trójki, dopóki Marek Niedźwiecki i my wszyscy nie zostaniemy oficjalnie przeproszeni za ten stek kłamstw, które padły pod naszym adresem”. 21 maja Niedźwiecki wysłał do władz Polskiego Radia wezwanie przedprocesowe z żądaniem m.in. oficjalnych przeprosin na głównej internetowej stronie Polskiego Radia i 10 tys. zł na rzecz lekarzy walczących z pandemią COVID-19.
Wielu dziennikarzy komentujących incydent uznało decyzję dyrekcji Trójki za przejaw cenzury – tekst utworu Staszewskiego krytykuje wizytę Jarosława Kaczyńskiego, lidera rządzącej partii PiS na zamkniętym z powodu pandemii COVID-19 Cmentarzu Powązkowskim w rocznicę katastrofy prezydenckiego samolotu w Smoleńsku jako przejaw stawiania się szefa partii rządzącej ponad prawem obowiązującym zwykłych obywateli. O sytuacji napisały agencja Associated Press, BBC i inne zagraniczne media. W związku z konferencją prasową z programu odeszło kilkunastu dziennikarzy, a część wytwórni płytowych i artystów zawiesiła współpracę z „Trójką”. Unieważnienie głosowania zostało także skrytykowane przez część polityków, zarówno strony rządowej (m.in. wicepremiera i ministra kultury i dziedzictwa narodowego Piotra Glińskiego, wicepremier i minister rozwoju Jadwigę Emilewicz, wiceprezesa Prawa i Sprawiedliwości Joachima Brudzińskiego), jak i ze strony opozycyjnej (m.in. wiceprzewodniczącego Platformy Obywatelskiej i prezydenta Warszawy Rafała Trzaskowskiego, prezesa Polskiego Stronnictwa Ludowego Władysława Kosiniaka-Kamysza, wiceprzewodniczącego Platformy Obywatelskiej Tomasza Siemoniaka).
Notowanie nr 1999, zaplanowane do emisji 22 maja, nie zostało wyemitowane. Zamiast tego wyemitowana została bez udziału prezentera Audycja muzyczna, zawierająca głównie polskie utwory. Blok muzyczny, nadany zamiast Listy, zaczął się utworem, którym normalnie zaczyna się Lista, tj. instrumentalną wersją utworu „The Look of Love” zespołu ABC. Wyniki niewyemitowanego notowania zostały opublikowane wcześniej – na pierwszym miejscu znowu znalazł się utwór Kazika Staszewskiego „Twój ból jest lepszy niż mój”. Następnie, w kolejne piątki pojawiały się około-listowe audycje z Mariuszem Owczarkiem oraz Piotrem Baronem.
W czerwcu 2021 r. media przekazały informacje, że Marek Niedźwiecki wycofał pozew sądowy przeciwko Polskiemu Radiu. Obie strony zawarły ugodę pozasądową i w oświadczeniach przesłanych mediom przekazały, że spór sądowy nie będzie kontynuowany, obie strony postanowiły nie podtrzymywać wzajemnych zarzutów i uważają sprawę za zakończoną. Oświadczyły także, że nie będą jej więcej komentować.
W kwietniu 2024 roku nowa dyrektor Trójki Agnieszka Szydłowska zdecydowała się zamknąć historie „Listy Przebojów Programu Trzeciego”. W związku z tym 1 maja o 18:05 na antenie stacji wyemitowano nominowany do nagrody Grand Press w 2020 roku reportaż „To nie jest historia o piosence” autorstwa Agnieszki Szwajgier z Radia 357 i zarazem też dawnej dziennikarki Programu Trzeciego Polskiego Radia. Reportaż ten wspomina sytuacje w Trójce od 1998 notowania „Listy Przebojów Trójki” i przygotowań do niego aż do odwołania Jakuba Strzyczkowskiego z funkcji dyrektora Programu Trzeciego Polskiego Radia w sierpniu 2020 roku. Gościem wywiadu poprzedzającego reportaż była jego autorka której to towarzyszył Prezes Radia 357 Paweł Sołtys. Sam reportaż pierwotnie miał swoją premierę w Radiu 357 w dniu 8 stycznia 2021 roku a więc na początku istnienia tej rozgłośni.
Tuż po wspomnianym reportażu (wyemitowanym w Trójce dnia 1 maja 2024 roku) o godzinie 19:05 po czterech latach od wydarzeń w Trójce zaprezentowano zaległe 1999 notowanie „Listy Przebojów Programu Trzeciego” prowadzone przez Mariusza Owczarka. Notowanie pierwotnie miało zostać wyemitowane 22 maja 2020 roku. Tuż po ostatnim notowaniu „Listy Przebojów Programu Trzeciego” nadano koncert Kultu z 2007 roku który to miał miejsce w pobliżu siedziby stacji.
Dzień później czyli 2 maja 2024 roku o godzinie 19:00 nadano specjalne, 2000 wydanie „Listy Przebojów Programu Trzeciego” pod hasłem „The best of LP3”, w ramach którego to podsumowano wieloletnią historię audycji. Pasmo to prowadził Tomasz Żąda.

### Audycje następcze
- Lista Piosenek 357 (Radio 357)

W pierwszych miesiącach działalności Radia 357 funkcjonowała w nim „Lista na kartki”, na którą głosy przesyłane były przez słuchaczy na kartkach pocztowych. W tej formule odbyło się 40 notowań. 29 października 2021 wyemitowano notowanie nr 1 Listy Piosenek 357, z systemem głosowań internetowych. Do oddawania głosów uprawnieni są jedynie patroni radia (osoby wpłacający pieniądze na jego funkcjonowanie). Audycję prowadzą dawni redaktorzy Trójki: Marcin Łukawski, Marek Niedźwiecki i Bartek Gil.
- Lista przebojów Trójki (Polskie Radio Program III)

Następcą Listy przebojów Programu Trzeciego została Lista przebojów Trójki, zapowiedziana 1 kwietnia 2022 z okazji 60. urodzin Programu Trzeciego. Tego dnia zostało nadane notowanie 0, będące prezentacją pierwszych 33 utworów, na które można głosować SMS-em. Numeracja notowań została zresetowana i nie ma żadnego związku z listą nadawaną do maja 2020 roku. Prowadzącymi zostali dziennikarze Polskiego Radia Łukasz Ciechański i Tomasz Miara. Program ten był emitowany do końca kwietnia 2024 roku.
- Pierwsza Trójka. Lista Przebojów (Polskie Radio Program III)

Nowa, główna lista radia powstała w 2024 roku. Tzw. zerowe wydanie zostało zapowiedziane na 3 maja 2024 roku, a pierwsze na 10 maja 2024 roku. Nowy program powstał ze względów prawnych oraz z racji braku chęci do kontynuowania „LP3”. Program ma pełnić rolę listy przebojów poszerzonej o spotkania z artystami i minikoncerty, a pierwszym prowadzącym był Piotr Metz, natomiast od 10 stycznia 2025 roku prowadzącym został Michał Grabkowski.

## Rozpoznawalność
Już od pierwszych notowań audycja zdobyła ogromną popularność wśród słuchaczy i właśnie w początkach swego istnienia była najbardziej popularna. Nowatorski sposób prowadzenia audycji oraz wieści z zachodnich list przebojów od razu przyciągnęły młodych słuchaczy. W okresie trwającego wówczas w Polsce stanu wojennego dostęp do płyt czy wiadomości o wykonawcach był niezwykle utrudniony, a program Marka Niedźwieckiego stał się namiastką zachodniego świata muzycznego. Trójkowa lista przebojów była wówczas jedynym tego typu programem nadawanym w Polskim Radiu. Program ten w latach 80. urastał do zjawiska o charakterze społecznym. Do legendy już dziś przeszły masowe, protestacyjne spacery ludzi w czasie Dziennika Telewizyjnego, którym w soboty towarzyszyły dźwięki płynące z rozgłośni, nadającej właśnie tę audycję.
W latach 90. znaczenie Listy spadło. Łatwy dostęp do telewizyjnych stacji muzycznych oraz przybywająca liczba stacji komercyjnych nadających w eterze, które nie tylko zaczęły odbierać Trójce słuchaczy, ale również zaczęły wprowadzać do swoich ramówek listy przebojów wzorem zachodnich formatów, szybko stały się dla trójkowego projektu konkurencją. Lista w tym czasie wypracowała swoją własną markę i format – różny od komercyjnych stacji. W Programie Trzecim prezentowani byli artyści, których nie można było usłyszeć w innych stacjach radiowych. Na Liście pojawiali się artyści rockowi, alternatywni, progresywni, undergroundowi i niezależni. Audycja stała się wyznacznikiem popularności wśród słuchaczy „z górnej półki”. Mimo mniejszej słuchalności niż w latach 80., Lista ciągle silnie oddziaływała na polski rynek sprzedaży płyt.
11 listopada 2010 Lista Przebojów Programu Trzeciego zwyciężyła w plebiscycie 33 x Trójka jako najpopularniejsza audycja Programu Trzeciego Polskiego Radia w całej dotychczasowej historii tej stacji.
Mimo radykalnych przemian polskiego rynku muzycznego oraz medialnego Lista, przez wszystkie lata emisji audycji, cieszyła się prestiżem w środowisku muzycznym oraz uznaniem wśród stałych słuchaczy stacji. Umieszczenie utworu na Liście było dla wielu polskich artystów ważnym wydarzeniem, zarówno z komercyjnego, jak i artystycznego punktu widzenia.

## Struktura audycji i zasady głosowania
Na początku można było głosować na jeden utwór polski i jeden zagraniczny, następnie zwiększono tę liczbę do maksymalnie dziesięciu utworów. Można było wybrać dowolną piosenkę, która była grana w Programie III. 1 kwietnia 1996 wprowadzono możliwość głosowania przez internet, udostępniając zestaw do głosowania.
Do kwietnia 1996 głosowanie odbywało się wyłącznie drogą pocztową i telefoniczną. Od początku XXI wieku głównym źródłem głosów słuchaczy było głosowanie internetowe, polegające na wyborze piosenek z zestawu do głosowania umieszczonego na oficjalnej stronie Listy.
Notowanie każdej Listy składało się z następujących pozycji:
- poczekalnia – miejsca 31–50. Jedno miejsce może zajmować kilka piosenek, zatem w poczekalni było ich zwykle więcej niż 20. Specyfiką poczekalni był fakt, iż piosenka wypadając z podstawowego zestawienia nie spada do poczekalni, tylko wypada zupełnie poza Listę. W 1982 poczekalnia obejmowała miejsca 21–30, w 1983 miejsca 21–40, a od 1985 do 1990 miejsca 31–40. W 1984 i w latach 1989–1990 nie było poczekalni, Listę rozszerzono do Top 40 i wszystkie pozycje były traktowane jako podstawowe zestawienie
- podstawowe zestawienie – miejsca 1–30. W latach 1982–1983 zestawienie miało krótszą formę Top 20, a w 1984 oraz w latach 1989–1990 rozszerzone było do Top 40.

Do tradycji audycji należały przez lata rozmowy ze stałymi korespondentami zagranicznymi Trójki: Aliną Dragan (z Holandii) oraz Wojciechem Żórniakiem (ze Stanów Zjednoczonych, Voice of America).
W latach 1988–2007 Alina Dragan informowała m.in. o Holenderskiej oraz Europejskiej Liście Przebojów (w latach 2007–2010 kontynuowała to w Liście przebojów Marka Niedźwieckiego w Radiu Złote Przeboje). W latach 90. Wojciech Żórniak prezentował pierwszą dziesiątkę Amerykańskiej Listy najlepiej sprzedawanych singli. W okresie, kiedy audycję prowadził tylko Piotr Baron, łączono się również z polonijnym radiem Peak z Vancouver, gdzie przedstawiano pierwszą piątkę Kanadyjskiej listy przebojów.
Na antenie pojawiała się, niekiedy również pełniąca dyżury telefoniczne w czasie emisji programu Halina Wachowicz, nazywana „Helen”, a wcześniej również Iwona Wieraszko („Pierzasta” – znana chociażby z okrzyku Bogumił). „Helen” często losowała nagrody dla słuchaczy oraz zapowiadała miejsce 10. na Liście.

## Druhowie zastępowi i realizatorzy
Poza głównymi gospodarzami audycji – Markiem Niedźwieckim i Piotrem Baronem – audycję prowadzili tzw. druhowie zastępowi, w kolejności alfabetycznej: Alina Dragan, Anna Gacek, Piotr Kaczkowski, Jarosław Kawecki, Paweł Kostrzewa, Marcin Łukawski, Piotr Majewski, Wojciech Mann, Piotr Metz, Grzegorz Miecugow, Artur Orzech, Mariusz Owczarek, Beata Pawlikowska, Marek Pawlukiewicz, Roman Rogowiecki, Mariusz Rokos, Bożena Sitek, Paweł Sito, Piotr Stelmach, Kuba Strzyczkowski, Sławomir Szczęśniak, Agnieszka Szydłowska, Rafał Turowski, Marek Wiernik, Wojciech Zamorski i Tomasz Żąda. Dwaj słuchacze, którzy współprowadzili Listę z Markiem Niedźwieckim, to Jakub Jarosz i Mateusz Tomaszuk.
Wieloletnią realizatorką Listy była Barbara „Baśka” Głuszczak (zmarła 9 lipca 2001). Wcześniej w czasie koncertu z okazji 1000 wydania audycji (30 marca 2001) otrzymała Nagrodę Niedźwiedzia. Ostatnią Listą, jaką zrealizowała, było notowanie nr 976 z 13 października 2000 roku. Inni realizatorzy audycji to: Roman Chomicz, Marek Dalba, Jan Gadomski, Mariusz Janiszewski, Michał Jakubik, Zofia Kruszewska, Agnieszka Łukasiewicz i Elżbieta Malinowska.

## Audycje towarzyszące
6 kwietnia 2010 w audycji Tu Baron powrócił kącik ABC Listy, w którym prezentowane są utwory z Listy, a którego można słuchać codziennie, od poniedziałku do czwartku około 11.30. Obecnie, tj. od 19 września 2011 w audycji Do południa.
9 kwietnia 2010 ruszyła audycja zatytułowana LP Trójka, prowadzona na zmianę przez Marka Niedźwieckiego i Piotra Barona. Prezentowane są w niej dawne przeboje z Listy oraz nowe propozycje, będące w danej chwili w zestawie do głosowania. Audycji można słuchać w każdy piątek, między 10.00 a 12.00.
9 września 2017 ruszyła audycja zatytułowana Poczekalnia Listy Przebojów, prowadzona przez Piotra Barona.
Prezentowane są w niej nowe propozycje, będące w danej chwili w zestawie do głosowania. Audycji można było  słuchać w każdą sobotę, między godz. 6:00 a 8:00 – do wiosny 2018 roku.

## Charakterystyczne utwory muzyczne związane z audycją
Dżinglem rozpoczynającym każde wydanie audycji były połączone dwa fragmenty utworów:
- Ultravox – The Ascent (1981) – końcówka utworu i Ultravox – Your Name (Has Slipped My Mind Again) (1981) – początek utworu

Na początku każdej Listy wykorzystywany był charakterystyczny podkład muzyczny, którym jest instrumentalna wersja przeboju:
- ABC – The Look of Love (1982)

W okresie, kiedy Listę prowadził tylko Piotr Baron (od 3 sierpnia 2007 do 27 marca 2010) takim utworem był:
- Rush – Where’s My Thing? (1991)

Baron wykorzystywał wtedy również:
- Acoustic Alchemy – One for the Road (1987)
- „zapętlony” początek utworu Peter Bjorn and John – Young Folks (2006)

Przed prezentacją każdej nowej piosenki (nowości), która wchodzi do podstawowego zestawienia, rozbrzmiewał dżingiel, którym jest końcowy fragment utworu:
- Yes – Into the Lens (1980)

Utwory „dżinglowe” (fragmenty wykorzystywane jako przerywniki muzyczne):
- The Steve Miller Band – Jungle Love (1977) – sygnał z początku utworu emitowany przed korespondencją Aliny Dragan
- Diana Ross – Sweet Nothings (1981) – początek i końcówka utworu
- Paul McCartney & Carl Perkins – Get It (1982) – tzw. śmiech McCartneya – końcówka połączona z początkiem utworu:
- Paul McCartney – Be What You See (Link) (1982),
- Kombi – Inwazja z Plutona (1982) – końcówka utworu
- Wham! – Bad Boys (1982) – początek i końcówka utworu
- Maanam – To tylko tango – werble z początku utworu; w 1983 r. zespół znajdował się na „czarnej liście” cenzury PRL-u po odmowie występu na koncercie przyjaźni ze Związkiem Radzieckim i jego utwory nie mogły być emitowane publicznie; werble sygnalizowały miejsce, na którym na liście powinien znaleźć się przebój zespołu pt. „Simple Story”[52]
- Thompson Twins – We Are Detective (1983) – początek utworu
- Ashford & Simpson – Solid (1984) – końcówka utworu
- Tina Turner – I Can’t Stand the Rain (1984) – końcówka utworu
- Maanam – Red Cowboys (1985) – początek utworu
- Red Box – Billy’s Line (1986) – początek utworu

Utwory wykorzystywane jako podkłady muzyczne:
- The Human League – Hard Times (instrumental) (1981)
- Yello – She’s Got a Gun (instrumental) (1981) – wykorzystywany w czasie wspominania starych notowań
- ABC – The Look of Love (Part Four) (1982)
- Harold Faltermeyer – Axel F. (The M & M Mix) (1985) – emitowany m.in. podczas korespondencji Aliny Dragan
- Urszula – Temat Bożeny (1985) – wykorzystywany podczas kącika Marii
- Talk Talk – Life’s What You Make It (extended mix) (1986) – czytanie skrótu notowania
- Candy Dulfer & David A. Stewart – Lily Was Here (1990)
- Temat muzyczny z filmu „Beverly Hills Cop” (1984)

## Wydawnictwa
W roku 1987, z okazji 5-lecia audycji została wydana kompilacja (na płycie winylowej i na kasecie) zatytułowana:
- 5-ka Listy Przebojów Trójki

W roku 1990, z okazji 400. wydania Listy ukazała się na kasecie kompilacja:
- Top Rock – przeboje Trójki

W 1996 roku ukazała się pierwsza książka Marka Niedźwieckiego, zawierająca notowania od 1 do 650, będąca swego rodzaju podsumowaniem dotychczasowej historii audycji:
- Lista Przebojów Programu Trzeciego 1982-1994

W latach 1998–2001 nakładem Pomatonu ukazała się pierwsza kolekcja 18 płyt z najpopularniejszymi utworami z Listy z lat 1982–1998:
- Lista przebojów Programu III 1982–1998

W kwietniu 2007 Lista przebojów Trójki obchodziła swoje 25-lecie. Z tej okazji Program III wraz z gazetą ogólnopolską Dziennik. Polska. Europa. Świat. wydał drugą kolekcję 25 płyt, zawierających utwory z Listy z lat 1982–2006:
- 25 lat Listy Przebojów Trójki 1982–2006

W związku z dużym zainteresowaniem, dodatkiem do tej kolekcji było jeszcze 5 płyt zatytułowanych:
- Złota Trójka 1982–2006

Rocznicy towarzyszyło również wydanie drugiej książki Marka Niedźwieckiego poświęconej historii audycji, obejmującej notowania od 651 do 1300:
- Lista Przebojów Trójki 1994-2006

W grudniu 2007 pojawiło się pierwsze wydanie trzeciej książki, autorstwa Jakuba Jarosza i Jacka Marcinkowskiego. Jest to wydawnictwo kolekcjonerskie, pierwsze wydanie – 100 sztuk; drugie wydanie (grudzień 2009) – również 100 sztuk:
- Lista Przebojów Trójki not. 1301-1330

W grudniu 2009 ukazała się płyta z przebojami z Listy:
- Lista Przebojów Programu Trzeciego – prezentuje Piotr Baron

W maju 2011 ukazała się czwarta książka poświęcona Liście. Jest to kolejne wydawnictwo kolekcjonerskie. Autorami są Jacek Marcinkowski i Jakub Jarosz:
- Lista Przebojów Programu Trzeciego – ABC druhów zastępowych i kaziów[54][55]

W kwietniu 2012 Lista Przebojów Programu Trzeciego obchodziła swoje 30-lecie. Z tej okazji Program Trzeci Polskiego Radia wraz z Agorą SA wydał kolejną kolekcję, tym razem 13 płyt, zawierających utwory z Listy z lat 2007–2011 (trzy ostatnie albumy zawierają również utwory z lat wcześniejszych). Płyty ukazywały się sukcesywnie na rynku od 27 stycznia do 20 kwietnia 2012:
- 30 lat Listy Przebojów Trójki 2007–2011

13 sierpnia 2012 nakładem Agencji Muzycznej Polskiego Radia ukazały się 2 płyty zatytułowane:
- Perły z Listy Przebojów Programu Trzeciego